# Järnvägsstyrelsen (Sverige)
För andra betydelser, se Järnvägsstyrelsen.
Järnvägsstyrelsen var en svensk statlig förvaltningsmyndighet med ansvar för säkerheten på järnväg, tunnelbana och spårväg från 1 juli 2004 till 31 december 2008. Järnvägsstyrelsens verksamhet gick den 1 januari 2009 över till Transportstyrelsen.
Järnvägsstyrelsen bildades som en självständig myndighet den 1 juli 2004. Samtidigt lades Järnvägsinspektionen och Tågtrafikledningen ned. Båda dessa enheter var då delar av Banverket men hade egna fristående myndighetsfunktioner. Inom Järnvägsstyrelsens ansvar låg frågor som reglerades av järnvägslagen och lagen om säkerhet vid tunnelbana och spårväg. Järnvägsstyrelsen beviljade tillstånd för trafik och drift av infrastruktur enligt dessa två lagstiftningar. Järnvägsstyrelsen övervakade att banavgifter som togs ut för användande av järnvägens infrastruktur fastställdes på ett konkurrensneutralt och icke-diskriminerande sätt och att tilldelning av kapacitet på järnväg gjordes konkurrensneutralt. Järnvägsstyrelsen övervakade att järnvägsmarknaden fungerade effektivt ur ett konkurrensperspektiv. Föreskrfter gavs ut under namnet JvSFS. Mycket av arbetet bestod i att harmonisera det svenska järnvägssystemet med nya Europastandarder, så kallade TSD-er, som utarbetats av EU-kommissionen och förvaltades av Europeiska järnvägsbyrån (ERA).